# Guido de Beziis d'Arezzo
Guido de Beziis d'Arezzo (... – Mantova, 3 marzo 1386) è stato un vescovo cattolico italiano.

## Biografia
Canonico mantovano, soggiornò ad Avignone presso papa Innocenzo VI e venne nominato vescovo di Mantova il 26 agosto 1367 da papa Urbano V, che lo trattenne però ad Avignone per importanti incarichi.
Fu trasferito a Mantova nel 1379 su istanza di Francesco I Gonzaga, signore della città.
Morì nel 1386 mentre assisteva gli infermi colpiti dalla peste.

## Controversie
Alcuni storici riferiscono che il vescovo Guido appartenesse alla famiglia Gonzaga, della linea dei Gonzaga di Novellara o alla linea dei Nobili Gonzaga.